# Yū Yū Hakusho
Yū Yū Hakusho (幽★遊★白書 lit. El informe del fantasma juguetón?) es una serie de manga escrita e ilustrada por Yoshihiro Togashi. La historia se centra en Yusuke Urameshi, un chico rebelde que muere salvando a un niño de morir en un accidente de automóvil. Al ir al mundo de los muertos, concluyen que su hora de morir no había llegado aún, por lo que no puede entrar al cielo ni al infierno y en consecuencia debe permanecer en la Tierra con la condición de que ayude a resolver diversos casos asociados a menudo con fenómenos paranormales o entidades demoníacas.
Yū Yū Hakusho fue publicado en la revista semanal Shōnen Jump de Shūeisha desde 1990 hasta 1994. Recibió el premio de mejor shōnen en los Premios Shōgakukan de 1993. La adaptación al anime, a cargo del Estudio Pierrot y emitida originalmente en la cadena japonesa Fuji TV comenzó a ser emitida el 12 de octubre de 1992, finalizando el 17 de enero de 1995. Consta además de dos películas y tres OVAs. Una adaptación en imagen real para Netflix fue estrenada el 14 de diciembre de 2023.

## Argumento
Yū Yū Hakusho narra la historia de Yūsuke Urameshi, un adolescente de carácter rebelde y violento que suele faltar a la escuela. Inesperadamente, Yūsuke muere atropellado por un automóvil mientras trata de ayudar a un niño en peligro. Pronto se entera de que el niño iba a sobrevivir de todos modos, y que el Mundo Espiritual no esperaba que él muriera por un acto altruista. Por esta razón, se le ofrece la oportunidad de ser revivido por Botan, una Shinigami quien transita a los muertos de un mundo a otro. Yusuke conoce a Koenma, hijo del gobernante del mundo espiritual Enma, quien le ordena una serie de tareas para recuperar su cuerpo. Yusuke logra regresar al mundo de los vivos, gracias a sus amigos Keiko Yukimura y Kazuma Kuwabara. Koenma revela que Yusuke es ahora un detective espiritual, y debe usar sus habilidades únicas para la batalla contra demonios y otras amenazas para proteger el mundo humano. Además, da a Yusuke una misión para recuperar tres artefactos robados por tres ladrones del mundo espiritual: Hiei, Kurama y Goki. Yusuke logra recuperar los objetos, gracias a su nueva técnica adquirida, el "Rei Gun", una bala de aura que sale de su dedo índice. Yusuke entra en un torneo de artes marciales por orden de Koenma. Genkai, una anciana maestra de artes marciales, organizó este torneo para encontrar un sucesor de sus técnicas. Junto a Kuwabara, Yusuke se enfrenta a los demás candidatos, y en la ronda final se encuentra con Rando, un demonio que roba las técnicas de los maestros de artes marciales y luego los asesina. Yusuke logra vencer a Rando y se convierte en estudiante de Genkai, entrenando por varios meses y obteniendo mayor dominio de su aura. Luego de regresar, Yusuke junto con Kuwabara se dirigen al Mundo Demoníaco (魔界 Makai?, lit. "Mundo demoníaco"), un lugar habitado solo por demonios, donde junto con Kurama y Hiei logran derrotar a las cuatro bestias sagradas, un cuarteto de demonios que intentan chantajear a Koenma para que elimine la barrera que los mantiene fuera del mundo humano.
En su siguiente misión, Yusuke, junto con Kuwabara, deben rescatar a Yukina, una Kōrime (doncella capaz de manejar el hielo) secuestrada por un hombre llamado Tarukane en lo profundo de las montañas. Se revela que es la hermana de Hiei. Yusuke y Kuwabara se encuentran con Toguro, un humano convertido en demonio, quien luego de una aparente derrota con Yusuke, se encuentra nuevamente con él y, con el objetivo de probar su potencial, lo fuerza a participar en el Torneo Oscuro (暗黒武術会 Ankoku Bujutsukai?, "Asociación de artes marciales oscuras"), un evento organizado por humanos corruptos y ricos, en el que equipos de demonios, y ocasionalmente humanos, luchan feroces batallas y se les da la oportunidad de recibir todo lo que deseen. El equipo Urameshi, formado por Yusuke, Kuwabara, Kurama, Hiei y Genkai (disfrazada con una máscara) pasan las arduas rondas del torneo para llegar a la final y enfrentar al equipo Toguro, ganando el torneo. Luego de la derrota, se revela que el propietario del equipo Toguro, Sakyo, intentaba ganar para crear un gran agujero desde el mundo de los humanos hasta el Mundo Demoníaco y permitir el paso de innumerables demonios. Sakyo se suicida, haciendo explotar el estadio, con los participantes y los espectadores dentro, apenas pudiendo escapar.
Después de su regreso al mundo normal, Yusuke entra en conflicto con tres chicos de secundaria, Asato Kido, Mitsunari Yanagisawa y Yu Kaito. Usando sus habilidades psíquicas, Kido paraliza a Yusuke pisando su sombra, y lo secuestran en el proceso. Kuwabara y Botan deciden rescatar a Yusuke, y se reúnen con Kurama y Hiei. Luego de rescatar a Yusuke, resulta que todo fue organizado por Genkai como una prueba, y que Kido, Yanagisawa y Kaito actuaban bajo su mente maestra. Entonces Genkai y Koenma explican la nueva amenaza: Shinobu Sensui, el predecesor de Yusuke como detective espiritual, ha reclutado a otros seis seres poderosos para ayudarlo a continuar el trabajo que Sakyo dejó, abriendo un agujero al Mundo Demoníaco para causar el genocidio de la raza humana. Yusuke y sus amigos desafían y derrotan a cada uno de los secuaces de Sensui, culminando en una batalla final entre los dos detectives. Sensui mata a Yusuke y luego se retira al recién creado portal al Mundo Demoníaco. Yusuke renace parcialmente como un demonio, descubriendo que su antepasado transmitió un gen recesivo que se ocultaría hasta que emergiera un heredero con poder suficiente, cuando su linaje demoníaco fuera revelado. Yusuke viaja al Mundo Demoníaco y derrota a Sensui con la ayuda del espíritu de su antepasado que toma el control del cuerpo de Yusuke para terminar la pelea.
Al regresar al Mundo Humano, Yusuke es despojado de su título como detective espiritual cuando el Rey Enma ordena que sea capturado y ejecutado, por temor a que la sangre demoníaca de Yusuke despierte y pueda causar un alboroto en el mundo humano. Yusuke, intranquilo, luego de saber que quien interrumpió su pelea con Sensui fue su antepasado Raizen, acepta viajar al mundo de los Demonios. Raizen, en búsqueda de un sucesor para su territorio, está a punto de morir de inanición, una muerte que derrumbaría el delicado equilibrio político de los tres poderes gobernantes del Mundo Demoníaco. Hiei y Kurama son convocados por los otros dos gobernantes, Mukuro y Yomi respectivamente, para una eventual e inevitable guerra. Yusuke, Kurama y Hiei entrenan en el reino durante un año, tiempo en el que Raizen muere y Yusuke, tras quedarse solo y sin saber nada acerca de cómo llevar adelante un Reino enfrentado con los restantes, propone hacer un torneo para decidir quién gobernará los 3 reinos, propuesta aceptada por Mukuro y Yomi. En la fase final del torneo, Yusuke se enfrenta contra Yomi y después de una pelea brutal y muy igualada, Yusuke pierde, cabe mencionar que Yomi disminuyó su poder para disfrutar de la batalla. Cuando despierta, Yusuke se entera de que el ganador del torneo resulta ser Enki, uno de los mejores amigos de Raizen, quien pone como única regla "no molestar al Mundo de los Humanos". Sólo gobernaría por tres años hasta que después de ese tiempo se volviera a hacer un nuevo torneo. Hiei decide quedarse en el Mundo Demoníaco permanentemente, mientras que Kurama vuelve al Mundo Humano. Yusuke regresa luego de dos años al Mundo Humano, para reencontrarse con sus amigos.

## Personajes principales
Yusuke Urameshi (浦飯 幽助?)
Seiyū: Nozomu Sasaki
Yusuke Urameshi es un joven de 14 años (18 al finalizar el anime/manga) con un gran poder espiritual y demoníaco, por ser el heredero de Raizen, uno de los reyes del Makai (el mundo del mal). Su técnica principal, llamada Rei-gun, le permite acumular energía espiritual en su dedo índice para realizar un disparo. Al principio, sólo puede disparar una vez al día pero, conforme va ganando poder, llega a realizar varios disparos. A pesar de mostrarse como un rebelde hacia los demás, en realidad es una buena persona, como la causa de su muerte confirma.
Kazuma Kuwabara (桑原 和真?)
Seiyū: Shigeru Chiba
Kuwabara es un joven de 14 años (18 al finalizar el anime/manga), compañero de escuela de Yūsuke. Inicialmente rivales, Yūsuke y Kuwabara acaban forjando una amistad consolidada a lo largo de la serie. A pesar de ser humano, Kuwabara tiene un alto nivel de Reiki pues es capaz de manifestar su Rei Ken (霊剣?  Espada espiritual), un tipo de Reiki que adquiere normalmente la forma de una espada que brilla intensamente. Después de la "saga del torneo de artes marciales", se le considera el humano más fuerte. Muestra debilidad por los gatos y por Yukina.
Yōko Kurama (妖狐 蔵馬 Kurama Yōko?)
Seiyū: Megumi Ogata, Shigeru Nakahara (Yōko Kurama)
Kurama es un yōkai legendario de más de 1200 años. Tuvo que escapar al mundo humano luego de ser herido gravemente por un cazador de espíritus, fusionando su alma con la del hijo por nacer de Shiori Minamino, permitiéndose así retener la mayoría de sus poderes, aunque disminuyendo, en un principio, su rango demoníaco. Inicialmente es presentado como Shūichi Minamino (南野 秀一?), un joven de 15 años (19 al finalizar el anime/manga), de cabello rojo y ojos verdes esmeralda. Es educado y calmado, le gusta a la mayoría de las chicas de su clase gracias a su atractivo físico, aunque él se mantiene distante y solitario. Es uno de los mejores alumnos de su escuela, gustándole especialmente la biología. Kurama usa sus poderes de demonio para manipular las plantas, siendo su arma principal una rosa que se convierte en un látigo de espinas, capaz de cortar el acero. A partir de una pelea contra Shinobu Sensui, puede utilizar el poder de Yōko si lo desea. Yōko es muy poderoso, mostrándose frecuentemente insensible y orgulloso. De carácter pragmático, hace lo que sea necesario para lograr sus objetivos. Mantiene una buena relación con Yusuke, Kuwabara y Hiei. Con este último es más cercano ya que se conocen desde hace 1 año antes de que inicie la serie.
Hiei (飛影?  conocido también como Jaganshi Hiei, lit. "Hiei del ojo demoníaco")
Seiyū: Nobuyuki Hiyama
Un joven yokai que nació de una Korime (氷女?  Mujer de hielo). Al ser un varón y un demonio de fuego fue repudiado por su tribu y su madre fue obligada a deshacerse de él al nacer, debiendo crecer y sobrevivir por su cuenta desde bebé, lo que lo llevó a convertirse en un poderoso guerrero especializado en el "Jaganjutsu" (邪眼術?  lit. Técnica del ojo demoníaco), siendo también un buen espadachín capaz de moverse a velocidades sobrehumanas. Discute constantemente con Kuwabara, aunque parece llevarse bien con él por ser compañeros de equipo, en especial con Kurama ya que es la amistad más cercana que posee. Aun así, Hiei prefiere trabajar solo, gozando de una muy buena reputación en el reino de los demonios. No obstante, es honesto y cumple siempre su palabra. Tiene una hermana llamada Yukina que tiene la capacidad de manipular el hielo.

## Terminología

### Glosario
- Ningenkai (人間界?): el mundo de los humanos, el planeta Tierra.
- Reikai (霊界?): mundo de los espíritus, pueden convivir humanos y demonios.
- Makai (魔界?): el mundo en donde residen los demonios.
- Meikai (冥界?): el inframundo, análogo al infierno. El más allá de los demonios, pero fue sellado tras el intento de estos de conquistar otros reinos.
- Reikai Tantei (霊界 探偵?  lit. Detective del mundo espiritual): son los encargados de defender el mundo humano de las interferencias de demonios, bestias y yōkais provenientes del Makai. Son normalmente elegidos por Koenma, el príncipe del Reikai.
- Reiki (霊気?): energía espiritual de los seres humanos.
- Seikōki (聖光気?): energía de Shinobu Sensui y algunos habitantes del Reikai.
- Yōki (妖気?): energía espiritual de los yōkai. Conocida también como energía demoníaca.

### Clases de demonios
Los demonios y apariciones se clasifican siguiendo una graduación alfabética. La clase E es la más débil de los demonios, seres humanos algo más fuertes que los ordinarios. En cambio, la clase S es la más poderosa. Cada clase se subdivide a su vez en tres categorías, superior (o +), centro, y bajo (o -). Así, por ejemplo, la clase A se divide en A-, A, y A+.
Estas clases no se utilizan para clasificar a seres humanos; cuando se mide la energía de un ser humano, se dice que la energía de los personajes es equivalente a cierta clase del demonio.
En la saga del infierno muchos demonios sobrepasan la clase S, por lo que se adopta un sistema numérico. 36.000 unidades equivalen a un Clase S, aunque al ser dicha clase la más alta comprende el mayor rango de energías. Los demonios más fuertes de clase S de los que sabemos su poder en la serie son Yomi y Mokuro (1.550.000 y 1.575.000 unidades respectivamente). Probablemente Hiei y Kurama pertenezcan a la clase S, y Yusuke con un equivalente de poder perteneciente al rango mencionado anteriormente, cabe recalcar que Yusuke es mitad humano.

## Producción
El autor Yoshihiro Togashi declaró que comenzó a trabajar en YuYu Hakusho durante un período de tiempo alrededor de noviembre de 1990, aunque olvidó la hora exacta.  Recientemente había completado la serialización de su comedia romántica Ten de Shōwaru Cupid en Weekly Shōnen Jump. Habiéndose sentido algo intimidado por algunos de sus compañeros autores más populares durante la publicación de este manga, Togashi se dio cuenta de que necesitaría crear un manga de lucha para ganar popularidad y escribir algo que disfrutara. Como fanático de las películas de terror y lo sobrenatural, deseaba escribir e ilustrar un nuevo manga basado en sus intereses.  Togashi había publicado previamente un manga de ficción detectivesca ocultista titulado Occult Tanteidan, del cual hizo referencia a la recepción positiva de los lectores como una razón para continuar creando manga. Cuando produjo YuYu Hakusho por primera vez, no tenía una idea clara de cómo quería llamarlo. Usó el título provisional "Cómo ser un fantasma" mientras presentaba borradores a sus editores. Una vez que se le dio el visto bueno para comenzar la publicación, Togashi propuso "YuYu-Ki (Poltergeist Chronicles)" para el título, ya que habría batallas con demonios y sería una obra de teatro sobre el título SaiYu-Ki. Debido a que una serie con un nombre similar (Chin-Yu-Ki) ya había comenzado a publicarse, Togashi rápidamente creó una alternativa: "Yu Yu Hakusho (Poltergeist Report)". Comentó que podría haber usado "Den (Leyenda)" o "Monogatari (Historia)", pero "Hakusho (Reporte)" fue lo primero que le vino a la mente. Desarrolló de forma contigua los nombres de los personajes principales hojeando un diccionario y eliminando los caracteres kanji que le parecían atractivos. "Yusuke Urameshi" es un juego de palabras, "Kazuma Kuwabara" es una combinación de dos jugadores de béisbol profesionales, y "Hiei" y "Kurama" son "sólo nombres que aparecieron en la cabeza [de Togashi]".  Cuando presentó a los dos últimos personajes en el volumen tres, el autor tenía planes iniciales de convertir a Kurama en un personaje principal, pero no estaba seguro acerca de Hiei.
Togashi planeó desde el principio el cambio del manga de la ficción detectivesca ocultista al género de artes marciales después de la muerte y resurgimiento de Yusuke en los primeros capítulos. Tomó esta idea de la serie Kinnikuman, que comenzó en gran medida como una comedia antes de concentrarse más en la acción. La intención de Togashi era establecer a los personajes principales y familiarizar al lector con ellos antes de colocarlos en conflictos físicos tensos. Su editor en ese momento estaba nervioso de que comenzara el manga de esta manera y le recomendó que hiciera la transición a una trama centrada en la batalla después de unos 30 capítulos. Yu Yu Hakusho toma prestados muchos elementos del folclore asiático, en particular las creencias budistas en el más allá. A Togashi se le ocurrió el concepto de Ningenkai (mundo humano), Reikai (inframundo) y Makai (mundo demoníaco) como planos de existencia paralelos en el universo del manga. Pensaba en ellos como lugares entre los que no se podía viajar fácilmente utilizando la tecnología moderna, sino más bien como un espíritu que carecía de un cuerpo material. Sin embargo, la idea de los poderes "territoriales" del arco argumental Sensui fue parodiada de un trabajo separado y sin nombre de Yasutaka Tsutsui. Para sus materiales de dibujo, Togashi utilizó tinta de dibujo y bolígrafos Kabura durante toda la creación de la serie. Si bien su estilo artístico comenzó con el screentone, poco a poco fue evolucionando hacia el minimalismo.  A medida que avanzaba la serie, dibujaba figuras y rostros muy detallados o "caricaturescos, esbozados y saltando con acción" siempre que deseaba tales efectos.

## Media

### Manga
Creado por Yoshihiro Togashi, Yū Yū Hakusho se publicó en la revista Weekly Shōnen Jump de la editorial Shueisha entre el número 51 de 1990 y el número 32 de 1994 y ha vendido más de 50 millones de copias sólo en Japón. Consta de 19 tankōbon y ha sido licenciada en varios países, incluyendo Estados Unidos (VIZ Media), España (Glénat Ediciones), Argentina (Editorial Ivrea) y México (Grupo Editorial Vid).
| Volumen | ISBN               | Fecha de publicación en Japón |
| ------- | ------------------ | ----------------------------- |
| 01      | ISBN 4-08-871273-0 | 10 de abril de 1991           |
| 02      | ISBN 4-08-871274-9 | 10 de junio de 1991           |
| 03      | ISBN 4-08-871275-7 | 10 de septiembre de 1991      |
| 04      | ISBN 4-08-871276-5 | 8 de noviembre de 1991        |
| 05      | ISBN 4-08-871277-3 | 10 de marzo de 1992           |
| 06      | ISBN 4-08-871278-1 | 10 de junio de 1992           |
| 07      | ISBN 4-08-871279-X | 4 de agosto de 1992           |
| 08      | ISBN 4-08-871280-3 | 10 de octubre de 1992         |
| 09      | ISBN 4-08-871515-2 | 2 de diciembre de 1992        |
| 10      | ISBN 4-08-871516-0 | 4 de febrero de 1993          |
| 11      | ISBN 4-08-871517-9 | 2 de abril de 1993            |
| 12      | ISBN 4-08-871518-7 | 4 de junio de 1993            |
| 13      | ISBN 4-08-871519-5 | 4 de agosto de 1993           |
| 14      | ISBN 4-08-871520-9 | 4 de octubre de 1993          |
| 15      | ISBN 4-08-871521-7 | 2 de diciembre de 1993        |
| 16      | ISBN 4-08-871522-5 | 4 de marzo de 1994            |
| 17      | ISBN 4-08-871523-3 | 3 de junio de 1994            |
| 18      | ISBN 4-08-871524-1 | 2 de septiembre de 1994       |
| 19      | ISBN 4-08-871525-X | 2 de diciembre de 1994        |

### Anime
Serie de 112 capítulos. Originalmente se emitió en la red televisiva Fuji Television, desde el 10 de octubre de 1992 hasta el 7 de enero de 1995; posteriormente se estrenó en la televisión por satélite por la cadena Animax para varias regiones asiáticas, en idioma inglés. Fue licenciada en el 2001 por Funimation para Norteamérica. La serie empezó a emitirse en febrero de 2002 en el bloque Adult Swim de Cartoon Network; en marzo del año siguiente, fue movida al bloque Toonami por su popularidad entre los niños. Dos años después, se cambió su horario a los sábados, hasta finalizar su emisión. Luego se transmitió en el bloque de Funimation Channel en el canal estadounidense Colours TV. Desde el martes, 9 de agosto de 2011, la serie ha vuelto al aire en el canal Funimation Channel y ahora en alta definición por la primera vez (donde este disponible).
En Brasil fue emitida en el canal Rede Manchete en 1997. A inicios de febrero de 2004, fue transmitida para ese país (con nuevo doblaje) y para toda Latinoamérica por Cartoon Network. En España fue estrenada en canal 33 de Cataluña en el año 2004. Posteriormente, también fue retransmitida por la cadena local Urbe TV y La Sexta.

### OVAs
Se realizaron dos series de OVAs, que fueron únicamente estrenadas en Japón:
- Eizō Hakusho: Ankoku Bujutsukai: Son 2 OVAs que describen a los personajes de la serie. Los episodios incluye escenas de la serie televisiva en videoclips (similar a un AMV), cortos nuevos, así como entrevistas a los seiyūs.[34]

- Eizō Hakusho II: 4 OVAs en las que cada episodio muestra una reseña de uno de los personajes principales. El episodio incluye escenas de la serie televisiva, en forma de videoclip, y entrevista al seiyū respectivo.[35]

- Eizō Hakusho II: Yūsuke
- Eizō Hakusho II: Kurama
- Eizō Hakusho II: Hiei
- Eizō Hakusho II: Kuwabara

Una nueva serie de OVAs fue incluida en la Blu-ray Box de la serie el 26 de octubre de 2018, para conmemorar su aniversario número 25. Adapta el capítulo extra «Two Shots» del séptimo volumen del manga y el penúltimo capítulo del manga «All or Nothing».

### Películas

#### Yū Yū Hakusho: El secuestro de Koenma
Dirigida por Noriyuki Abe, fue estrenada en 1993. Tiene una duración de 30 minutos y, debido a su corto tiempo, fue mostrada en Japón junto con otros dos cortos spin-off de la serie.
En esta película, Koenma es secuestrado por un par de demonios conocidos como Koashura y Garuga, que exigen la posesión de un objeto de Enma - padre de Koenma - llamado "Golden Seal" (Sello dorado). Botan encuentra a Yūsuke y Kuwabara en sus vacaciones, y les pide su ayuda para rescatar a Koenma.

#### Yū Yū Hakusho: La Película - Los invasores del infierno
Fue dirigida por Masakatsu Iijima, estrenada en 1994 y tiene una duración de 93 minutos. Se transmitió por primera vez en Latinoamérica por la cadena Cartoon Network el 26 de octubre de 2006. Y posteriormente solo para México el día 13 de agosto de 2009, por el canal 5 de Televisa.
El argumento trata sobre "El rey del infierno", Yakumo, que ordena el diluvio en el Mundo Espiritual y planea apoderarse del mundo humano. Para ello necesita el poder de una gema diabólica que se mantiene oculta por disposición de Botan. Si se apodera de ella, la energía latente en su interior será suficiente para hacer desaparecer definitivamente el mundo espiritual.

## Banda sonora
Yū Yū Hakusho presenta durante toda la serie un único opening interpretado por la cantante Matsuko Mawatari y compuesto por Rīsha Uron, quienes, en conjunto, realizaron a su vez el 1°, 2° y 5° ending. El tercer ending, estuvo a cargo de Hiroshi Yamada y fue interpretado por el cantautor Hiro Takahashi; el cuarto ending, fue compuesto e interpretado por él. Matsuko Makawari se encargaría de interpretar también, el opening de la primera película y el ending de la segunda.
Opening de la serie
- "Hohoemi no Bakudan" (微笑みの爆弾?)

Interpretado por: Matsuko Mawatari
Endings de la serie
- "Homework ga Owaranai" (ホームワークが終わらない Hōmu Wāku ga Owaranai?)

Interpretado por: Matsuko Mawatari
Episodios: 1-29
- "Sayonara bye bye" (さよならbye bye?)

Interpretado por: Matsuko Mawatari
Episodios: 30-59
- "Unbalance na Kiss wo Shite" (アンバランスなKissをして Anbaransu na KISS wo shite?)

Interpretado por: Hiro Takahashi
Episodios: 60-83
- "Taiyō ga Mata Kagayaku Toki" (太陽がまた輝くとき?)

Interpretado por: Hiro Takahashi
Episodios: 84-102
- "Daydream Generation" (デイドリーム ジェネレーション Deidorīmu Generēshon?)

Interpretado por: Matsuko Mawatari
Episodios: 103-111
- "Hohoemi no Bakudan" (微笑みの爆弾?)

Interpretado por: Matsuko Mawatari
Episodios: 112
Opening y ending 1° película
- "A smile that's a bomb"

Interpretado por: Matsuko Mawatari
- "Sayonara bye bye" (さよならbye bye?)

Interpretado por: Matsuko Mawatari
Ending de la 2° película
- "Sayonara wa Iwanai"

Interpretado por: Person Z